# Étienne Draber
Étienne Draber est un acteur français, de théâtre, de cinéma et de télévision, né le 26 mars 1939 à Strasbourg et mort le 11 janvier 2021 à Paris.

## Biographie

### Jeunesse et théâtre
Étienne Draber est lauréat du Conservatoire national supérieur d'art dramatique (classe de Fernand Ledoux). Dans les années 1960, il travaille avec Jean-Louis Barrault, puis avec Michel Favory.

### Cinéma
Dans les années 1980, Étienne Draber apparaît fréquemment dans les seconds rôles du cinéma français[source secondaire souhaitée]. On[Qui ?] le voit jouer, entre autres, le censeur dans Profs de Patrick Schulmann, le père de Julien dans Les Sous-doués de Claude Zidi, monsieur Boutelleau dans Milou en mai de Louis Malle, maître Guillaumin dans Madame Bovary de Claude Chabrol, le vicomte du Closlabbe dans Ridicule de Patrice Leconte.
En 2018, l'écrivain Didier van Cauwelaert l'engage dans l’adaptation de son roman J'ai perdu Albert, où il joue le rôle d'Albert Einstein.

### Télévision
Dans les années 1990, Étienne Draber interprète des rôles de notables à la télévision.
En 1994, dans la sitcom Le Miel et les Abeilles (diffusée sur TF1), il incarne Monsieur Grand-Coin du Toit, patron de presse, au côté de Pierre Deny et de Gérard Pinteau, dans le rôle du patron du père de l'héroïne qui se trouve être également l'oncle du soupirant de cette dernière. Il incarnera aussi le producteur pour qui travaille Roger Girard dans la série Premiers Baisers, le temps d'un épisode[pertinence contestée].
Toujours en 1994, dans la série Les Garçons de la plage, il joue le rôle d'un député durant quatre épisodes[source secondaire souhaitée].
En 1996 et 1997, il joue le rôle de Marcel Charvet, directeur du conservatoire d'art dramatique, formant les jeunes héros de la série L'École des passions, connue plus tard sous le nom de Studio des artistes, diffusée sur TF1.
Dans les années 2000, il continue d'être un visage familier pour le grand public, figurant au casting de séries à succès comme B.R.I.G.A.D. en 2004, La Crim', en 2005, SOS 18 en 2008, ou encore Plus belle la vie (où il joue Robert, l'amant de Wanda Legendre) en 2008 également.

### Vie privée et mort
Étienne Draber est le père de la comédienne Stéphanie Bataille.
Il est hospitalisé en décembre 2020 pour une opération mais contracte la Covid-19 sur place à l'issue de son opération,. Il meurt environ deux semaines plus tard, le 11 janvier 2021, à l'âge de 81 ans.
Les règles d'accès aux malades mises en place lors de son hospitalisation puis de son décès à l'hôpital de la Salpêtrière n'ont pas permis à sa famille de l'entourer dans ses derniers instants,. Ces circonstances, et d'autres détails, ont amené sa fille, Stéphanie Bataille, à porter plainte contre X pour homicide involontaire et non-assistance à personne en danger,,.
Les obsèques de l'acteur se tiennent à l'église Saint-Roch de Paris le 16 janvier. Il est incinéré.

## Filmographie

### Cinéma

#### Longs métrages
- 1968 : Sexyrella de Claude Mulot
- 1971 : La Grande Maffia de Philippe Clair
- 1972 : L'Héritier de Philippe Labro
- 1974 : Ce cher Victor de Robin Davis
- 1975 : Sept Morts sur ordonnance de Jacques Rouffio : Robert Brézé
- 1976 : Le Plein de super d'Alain Cavalier : le patron du garage
- 1977 : Un oursin dans la poche de Pascal Thomas : l'éditeur de musique
- 1978 : Le Sucre de Jacques Rouffio
- 1978 : La Frisée aux lardons d'Alain Jaspard : André
- 1978 : Les Grandissons de Achim Kurtz : Apotheker
- 1978 : Et la tendresse ? Bordel ! de Patrick Schulmann : Marc
- 1979 : Les Charlots en délire de Alain Basnier : l'adjoint du commissaire
- 1979 : Les Turlupins de Bernard Revon : le chef de maison
- 1979 : Gros-Câlin de Jean-Pierre Rawson : l'horloger
- 1980 : Rendez-moi ma peau… de Patrick Schulmann : M. Fontaine
- 1980 : Je vais craquer de François Leterrier : le voisin
- 1980 : Les Sous-doués de Claude Zidi : le père de Julien
- 1980 : Diva de Jean-Jacques Beineix : le journaliste de la conférence de presse
- 1981 : Faut s'les faire... ces légionnaires ! de Alain Nauroy
- 1982 : Boulevard des assassins de Boramy Tioulong : Rémy Lambert
- 1983 : Un dimanche de flic de Michel Vianey : Broker
- 1983 : Signes extérieurs de richesse de Jacques Monnet
- 1983 : Le Fou du roi de Yvan Chiffre : Colbert
- 1984 : Le Bon Plaisir de Francis Girod : le médecin du président
- 1984 : Les Brésiliennes du bois de Boulogne de Robert Thomas : Monsieur Max
- 1985 : Profs de Patrick Schulmann: le censeur
- 1985 : Les Rois du gag de Claude Zidi
- 1985 : Y a pas le feu... de Richard Balducci : l'adjudant
- 1986 : Un amour à Paris de Merzak Allouache : le chef de service
- 1990 : La Passion de Bernadette de Jean Delannoy
- 1990 : Milou en mai de Louis Malle : Mr Boutelleau
- 1991 : Madame Bovary de Claude Chabrol : maître Guillaumin
- 1993 : Les Ténors de Francis de Gueltzl : le juge Belmond
- 1993 : Pétain de Jean Marbœuf : Barthélémy
- 1995 : Les Grands Ducs de Patrice Leconte : le directeur du 4e théâtre
- 1995 : Beaumarchais, l'insolent d'Édouard Molinaro : Brid'oison
- 1996 : Ridicule de Patrice Leconte : vicomte du Closlabbe
- 1996 : Les Bidochon de Serge Korber
- 1997 : Le Bossu de Philippe de Broca : un courtier
- 1997 : Al limite de Eduardo Campoy : Roberto
- 1999 : Épouse-moi d'Harriet Marin : commissaire Levanthal
- 2000 : T'aime de Patrick Sébastien : le médecin
- 2001 : Rue des plaisirs de Patrice Leconte : l'impresario
- 2002 : Sept Ans de mariage de Didier Bourdon : un homme en visite
- 2004 : Vipère au poing de Philippe de Broca : docteur Lormier
- 2004 : Le Prince de Greenwich Village de David Duchovny : un français à la fenêtre
- 2006 : Mon meilleur ami de Patrice Leconte : le conférencier
- 2008 : Coco de Gad Elmaleh : M. Colfontaine
- 2010 : L'amour, c'est mieux à deux de Dominique Farrugia et Arnaud Lemort : le grand-père de Michel
- 2018 : J'ai perdu Albert de Didier van Cauwelaert: Albert Einstein

#### Courts métrages
- 1995 : La Flache de Philippe Troyon
- 1998 : Zanzibar de Didier Bénureau
- 1999 : La Place du mort de Patrick Sanchez et Sébastien Drouin : le marchand
- 1999 : Les Fourches caudines de Michaël Donio
- 1999 : Drame ordinaire de Sylvain Bergère
- 2000 : William sort de prison d'Éric Bitoun : Gérard Delabriolles
- 2004 : Les Couilles de mon chat de Didier Bénureau : le docteur

### Télévision
- 1965 : Les Jeunes Années de Joseph Drimal (série) : Gustave Héliencourt, dit « Gugu »
- 1974 : Valérie (série) : Vernoux
- 1977 : Cinéma 16 de Bernard Queysanne (série) : le surveillant général
- 1978 : Le Rabat-joie de Jean Larriaga
- 1979 : Les Dossiers de l'écran d'Alexandre Astruc (série) : le connétable Saint-Pol
- 1980 : Les aventures d'Yvon Dikkebusch : le visiteur
- 1980 : Petit déjeuner compris de Michel Berny (série) : Bologne
- 1980 : Le Mandarin de Patrick Jamain : Querilly
- 1980 : Messieurs les jurés (série) : le professeur Mussillon
- 1980 : Vient de paraître : Félix
- 1980 : Arsène Lupin joue et perd d'Alexandre Astruc (série) : le maître d'hôtel
- 1980-1982 : Commissaire Moulin (série) : l'avocat général
- 1981 : L'Âge d'or (série) : Oberkellner Golzmann
- 1982 : Les Amours des années grises (série) : Paparel
- 1982 : Le Rêve d'Icare de Jean Kerchbron : Caudron
- 1982 : Le Village dans les nuages (série) : Douglas Bigfoot
- 1984 : La gourmande : le PDG #1
- 1984 : Battling le ténébreux de Louis Grospierre : le premier notable
- 1985 : Châteauvallon de Serge Friedman, Paul Planchon et Emmanuel Fonlladosa (série)
- 1985 : Néo Polar (série) : Volker
- 1985-1990 : Les Cinq Dernières Minutes, de Louis Grospierre (série) : Cerval / Coutard
- 1986 : Danger Passion : Louvier
- 1986 : Espionne et tais-toi : Braghetti
- 1986 : L'ami Maupassant (série) : Perronet
- 1987 : Marie Pervenche (série) : Jallu
- 1987 : L'Attrapeur (Liebe läßt alle Blumen blühen), de Marco Serafini (de) : Alain
- 1988 : La vie en couleurs de Jacques Doniol-Valcroze : Fioretti
- 1989 : Nick chasseur de têtes de Jacques Doniol-Valcroze (série) : Dorival
- 1990 : Drôle de couple : Vinnie
- 1991 : Cas de divorce (série) : Joseph Senan
- 1991 : Meurtre avec préméditation de Claude Boissol (série) : Verdier
- 1993 : Regarde-moi quand je te quitte de Philippe de Broca : Prudent
- 1993 : Le Miel et les Abeilles (série) : David Grandcoindutoit
- 1995 : François Kléber (série) : le directeur de l'école
- 1995 : Maigret (série) : Monsieur Lourceau
- 1996 : Une fille à papas, de Pierre Joassin : le directeur du lycée
- 1996 : L'École des passions (série) : Marcel Charvet
- 1997 : Studio des Artistes (série) : Marcel Charvet
- 1997 : Sapho de Serge Moati : le père de Jean
- 1997 : Vertiges de Jacques Malaterre (série) : le doyen Causme
- 1998 : Les Vacances de l'amour épisode : La traque,  d'Emmanuel Fonlladosa (série) : le docteur
- 1998-1999 : Madame le Proviseur (série) : le vieux prof / Lequier
- 1999 :  Island détectives épisode  : L'héritier  d'Emmanuel Fonlladosa
- 1999 : Louis Page (série) : Paul Carnot
- 1999 : H   (série)
- 2001 : Les Cordier, juge et flic (série) : Gilles Duprez
- 2002 : Le juge est une femme (série) : le directeur de l'école
- 2002 : La mort est rousse de Christian Faure : Édouard de Montalembert
- 2004 : La Crim' (série) : Ferrot
- 2004 : B.R.I.G.A.D. (série) : Henri Rodier
- 2005 : SOS 18 (série) : Monsieur Bornave / M. Bordenave
- 2007 : Voltaire et l'Affaire Calas de Francis Reusser : Saint-Florentin
- 2007 : Fargas (série) : le beau-père de Fargas
- 2008 : Plus belle la vie (série) : Robert Boudon
- 2010 : Colombe : Desfournettes

## Théâtre (sélection)
- 1963 : Les Femmes savantes de Molière, mise en scène Gilles Léger, théâtre de l'Ambigu
- 1964 : Hamlet de William Shakespeare, mise en scène Jean-Louis Barrault, théâtre de l'Odéon
- Le Soulier de satin de Paul Claudel, mise en scène Jean-Louis Barrault
- La Seconde Surprise de l'amour de Marivaux, mise en scène Michel Favory
- La Fausse Suivante de Marivaux, mise en scène Michel Favory
- La Veuve rusée de Goldoni, mise en scène Michel Favory
- George Dandin ou le Mari confondu de Molière, mise en scène Maurice Jacquemont
- Le Bourgeois gentilhomme de Molière, mise en scène Maurice Jacquemont
- 1981 : Le Bonheur des dames d'après Émile Zola, mise en scène Jacques Échantillon, théâtre de la Ville, Les Tréteaux du Midi
- 1988 : Drôle de couple de Neil Simon, mise en scène Jean-Luc Moreau, théâtre Saint-Georges
- 1990 : Montserrat de Emmanuel Roblès
- 1991 : Ornifle ou le Courant d'air  de Jean Anouilh, mise en scène Patrice Leconte, théâtre des Bouffes-Parisiens
- 1996 : L'Avare de Molière
- 1998 : Archibald de Julien Vartet, mise en scène de l'auteur, théâtre des Mathurins
- 2000 : La Tête des autres de Marcel Aymé, mise en scène Jean-Luc Tardieu
- 2001 : Quelle famille ! de Francis Joffo, mise en scène Francis Joffo, théâtre Saint-Georges, théâtre du Palais-Royal
- 2005 : Les Rustres de Goldoni, mise en scène Francis Joffo, théâtre Saint-Georges
- 2009 : L'amour foot de Robert Lamoureux, mise en scène Francis Joffo
- 2010 : Colombe de Jean Anouilh, mise en scène Michel Fagadau, Comédie des Champs-Élysées
- 2011 : Parce que je la vole bien ![15] de Laurent Ruquier, mise en scène Jean-Luc Moreau, théâtre Saint-Georges
- 2011 : Colombe de Jean Anouilh, mise en scène Michel Fagadau, tournée